# Love Takes Time
Love Takes Time è una canzone del 1990 cantata da Mariah Carey e contenuta nel suo omonimo album di debutto. La canzone è stata scritta dalla Carey stessa e da Ben Marguiles, e prodotta da Walter Afanasieff. Il titolo della canzone fa riferimento al fatto che "l'amore richiede tempo" per guarire e che la cantautrice provava ancora dei sentimenti per l'ex-amante. La canzone fu la seconda numero uno consecutiva in America e Canada, ma nel resto del mondo ebbe un successo moderato.

## Video musicale
Il video venne diretto da Jeb Brien e Walter Maser. Vede come protagonista la cantautrice che cammina su una spiaggia dopo che un uomo se ne è andato con dei bagagli a Venice (Los Angeles). Il video non è stato aggiunto al DVD di successi #1's, visto che la cantautrice dichiarò di vergognarsi di questo video; venne quindi aggiunta una versione live della canzone.

## Tracce
Worldwide CD single
1. "Love Takes Time"
2. "Sent from Up Above"

UK CD single
1. "Love Takes Time"
2. "Vanishing"

European CD maxi-single
1. "Love Takes Time"
2. "Sent from Up Above"
3. "Vanishing"

UK CD maxi-single
1. "Love Takes Time"
2. "Vanishing"
3. "You Need Me"

## Successo commerciale
La canzone ha raggiunto la vetta in tutte le classifiche americane in cui venne classificata. Nella Hot 100 ha raggiunto la vetta dopo la nona settimana di permanenza, e ne ha successivamente passate tre consecutive nella vetta. È stata per ben 17 settimana nella top-40, e in seguito la RIAA certificò la canzone con un disco d'oro. Nel resto del mondo raggiunse la top-10 in Nuova Zelanda; una top-20 in Australia e una top-40 nel Regno Unito e nei Paesi Bassi. Non ebbe lo stesso successo del singolo di debutto "Vision of Love".

## Andamento nellaBillboard Hot 100
| Posizione | 73 | 50 | 36 | 24 | 19 | 12 | 5 | 3 | 1 | 1 | 1 | 2 | 5 | 12 | 14 | 14 | 17 | 20 | 25 | 32 | 52 | 51 | 58 | 69 | 84 | 90 |

## Classifiche
| Classifica (1990)                                   | Posizione massima |
| --------------------------------------------------- | ----------------- |
| Australia                                           | 14                |
| Canada                                              | 1                 |
| Europa                                              | 75                |
| Germania                                            | 57                |
| Nuova Zelanda                                       | 9                 |
| Paesi Bassi                                         | 24                |
| Polonia                                             | 4                 |
| Regno Unito                                         | 37                |
| Stati Uniti Billboard Hot 100                       | 1                 |
| Stati Uniti Billboard Hot Adult Contemporary Tracks | 1                 |
| Stati Uniti Billboard Hot R&B/Hip-Hop Songs         | 1                 |

### Classifiche annuali
| Paese (1991) | Posizione |
| ------------ | --------- |
| Stati Uniti  | 69        |